# Toló (Gavet de la Conca)
El poble de Toló, també anomenat Sant Vicenç de Toló, nasqué del castell del mateix nom, i és l'origen del posterior poble de Sant Salvador de Toló. Pertangué al municipi d'aquest poble, i actualment forma part del de Gavet de la Conca. La primitiva parròquia del terme era la de Sant Vicenç. El poble primitiu era en el lloc del castell.
Està situat al sector sud-est del terme, a la part alta de la vall del riu de Conques.
No fou mai un poble gaire poblat, més relacionat amb l'acció defensiva derivada del castell que no pas del conreu agrícola. El 1359, Toló i Montllor consten amb 2 focs (deu ser un cadascun), o sigui, uns 10 habitants. Pascual Madoz, en la seva obra del 1845 diu que Toló consta de 5 cases unides a una hora del cap de municipi, i una petita església que fou la parroquial del terme.
A principis del segle xx hi consten 10 edificis, amb 32 pobladors, i el 1970 encara hi havia 10 habitants, tot i que el 1980 ja no n'hi consta cap. Actualment hi viu una comunitat de neorurals i hi consten censats tan sols 2 habitants.
L'església del lloc és la capella del castell de Toló.